# 静岡県立相良高等学校
静岡県立相良高等学校（しずおかけんりつさがらこうとうがっこう）は、静岡県牧之原市波津にある公立高等学校。

## 設置学科
- 普通科
  - 文系
  - 理系
- 商業科
  - コンピューター会計コース
  - 情報処理コース

## 校章の由来
校旗の地色は緑色とし、松の操を意味し、中央に校章を現わせり。
校章は、丸三つを以て所在地相良城三の丸を示し、丸の一部を波形として、釘ケ浦波打ち寄する姿に似通わせ
中に三本の松葉を組みて三角形としたれば、見方によれば丸と併せて三つ鋏を並べたる如くす、是即ち家政を
意味するものにして、中央には女学校を明示せり。
その後学制改革により、中央の女を高と変換せり。（平成14年度生徒手帳参照）

## 沿革
- 1927年 - 町立相良高等家政女学校
- 1927年 - 校舎落成（5/20） この日を創立記念日と定める
- 1928年 - 同校開校（本科200名・専攻50名）
- 1930年 - 相良町外十ヵ町村組合立相良家政女学校
- 1946年 - 静岡県相良高等女学校
- 1947年 - 県立相良高等女学校
- 1948年 - 県立相良高校 普通課程設置 男女共学実施（定員450名）
- 1949年 - 定時制課程開校（同年12/31定時制課程廃止）
- 1959年 - 体育館兼講堂落成挙行（現：第二体育館）
- 1962年 - 商業科併設（50名）
- 1971年 - 体育館竣工（現：第一体育館）
- 1974年 - 格技場・弓道場竣工
- 1977年 - プール竣工
- 1977年 - 創立50周年記念式典挙行
- 1983年 - 創立55周年記念式典挙行・盈進館竣工
- 1985年 - 商業科会計コース設置（1学級）
- 1987年 - 部室棟（2階建）竣工・運動場整備工事竣工・弓道場移設完了
- 1991年 - 体育館耐震工事竣工・商業科情報処理コース設置（3学級）
- 1995年 - 普通科進学推進コース（1学級）・総合コース（2学級）設置
- 1996年 - 新校舎建設のため仮校舎完成・新校舎建築工事着工
- 1997年 - 新校舎完成
- 1998年 - 駐輪場完成・商業棟改修工事完成
- 1998年 - 創立70周年・新校舎落成記念式典挙行
- 1998年 - 米国ケルソー高校との姉妹校提携調印
- 1998年 - 体育教官室完成
- 1998年 - テニスコート（オムニコート4面）完成
- 2007年 - 創立80周年記念式典挙行
- 2011年 - 第一体育館耐震補強工事竣工
- 2012年 - 格技場・弓道場耐震補強工事竣工
- 2016年 - 普通科定員240名・商業科定員320名